# Équipe de France féminine de football à la Coupe du monde 2023
L'équipe de France féminine de football participe à la Coupe du monde 2023 organisée en Australie et en Nouvelle-Zélande du 20 juillet 2023 au 20 août 2023.

## Préparation de l'événement

### Contexte
L'équipe de France féminine de football aborde la Coupe du monde 2023 à la suite de l'Euro 2022 au cours duquel, elle s'est hissée en demi-finale pour la première fois de son histoire, battue par l'Allemagne sur le score de 2 buts à 1 en juillet 2022.
À la suite de cet Euro, des polémiques réapparaissent concernant la sélectionneuse Corinne Diacre, en effet le 24 février 2023, à 5 mois de la Coupe du monde, Wendie Renard, Kadidiatou Diani et Marie-Antoinette Katoto annoncent leur mise en retrait de l'équipe de France. La FFF en prend note et rappelle « qu’aucune individualité n’est au-dessus de l’institution Équipe de France ». Selon Le Parisien l'objectif des 3 joueuses est le départ de l'entraineuse  Corinne Diacre et de son staff et une évolution de la gouvernance autour du football féminin. Le 9 mars 2023, le Comité exécutif de la Fédération française de football met fin à son contrat d'entraineuse. Le 30 mars 2023, Hervé Renard est nommé sélectionneur de l'équipe de France féminine de football.

### Qualification
L'équipe de France est placée dans le groupe I avec comme adversaires le Pays de Galles, la Slovénie, la Grèce, l'Estonie et le Kazakhstan. Elle réalisera un carton plein avec 10 victoires sur 10 matchs en marquant 54 buts tout en en encaissant que 4.
| Rang | Équipe         | Pts | J  | G  | N | P  | Bp | Bc | Diff |  | Résultats (▼ dom., ► ext.) |      |     |     |     |      |     |
| ---- | -------------- | --- | -- | -- | - | -- | -- | -- | ---- |  | -------------------------- | ---- | --- | --- | --- | ---- | --- |
| 1    | France         | 30  | 10 | 10 | 0 | 0  | 54 | 4  | +50  |  | France                     |      | 2-0 | 1-0 | 5-1 | 11-0 | 6-0 |
| 2    | Pays de Galles | 20  | 10 | 6  | 2 | 2  | 22 | 5  | +17  |  | Pays de Galles             | 1-2  |     | 0-0 | 5-0 | 4-0  | 6-0 |
| 3    | Slovénie       | 18  | 10 | 5  | 3 | 2  | 21 | 6  | +15  |  | Slovénie                   | 2-3  | 1-1 |     | 0-0 | 6-0  | 2-0 |
| 4    | Grèce          | 13  | 10 | 4  | 1 | 5  | 12 | 28 | -16  |  | Grèce                      | 0-10 | 0-1 | 1-4 |     | 3-0  | 3-2 |
| 5    | Estonie        | 6   | 10 | 2  | 0 | 8  | 7  | 43 | -36  |  | Estonie                    | 0-9  | 0-1 | 0-4 | 1-3 |      | 4-2 |
| 6    | Kazakhstan     | 0   | 10 | 0  | 0 | 10 | 4  | 34 | -30  |  | Kazakhstan                 | 0-5  | 0-3 | 0-2 | 0-1 | 0-2  |     |

### Préparation

#### Tournoi de France 2023
Du 15 au 21 février 2023, la France participe au Tournoi de France 2023 qui se déroule en France et qu'elle remporte face au Danemark, la Norvège et l'Uruguay.
| 15 février 2023      | France                     | 1 - 0   | Danemark | Stade Francis-Le-Basser, Laval                                       |                                                                      |
| 21h10 (heure locale) | Bilbault 31e               | (1 - 0) |          | Spectateurs : 7 409 Diffuseur : W9 Arbitrage : Monika Mularczyk (en) | Spectateurs : 7 409 Diffuseur : W9 Arbitrage : Monika Mularczyk (en) |
| 21h10 (heure locale) | Rapport (FFF)Rapport (DBU) |         |          | Spectateurs : 7 409 Diffuseur : W9 Arbitrage : Monika Mularczyk (en) | Spectateurs : 7 409 Diffuseur : W9 Arbitrage : Monika Mularczyk (en) |

| 18 février 2023      | France                                                       | 5 - 1   | Uruguay        | Stade Raymond-Kopa, Angers                                          |                                                                     |
| 21h10 (heure locale) | Bussy 26e · Dali 34e · Renard 43e · Toletti 71e · Feller 79e | (3 - 1) | 32e Gómez (en) | Spectateurs : 9 070 Diffuseur : W9 Arbitrage : Lorraine Watson (de) | Spectateurs : 9 070 Diffuseur : W9 Arbitrage : Lorraine Watson (de) |
| 21h10 (heure locale) | Rapport (FFF)                                                |         |                | Spectateurs : 9 070 Diffuseur : W9 Arbitrage : Lorraine Watson (de) | Spectateurs : 9 070 Diffuseur : W9 Arbitrage : Lorraine Watson (de) |

| 21 février 2023      | France                      | 0 - 0   | Norvège | Stade Raymond-Kopa, Angers                                            |                                                                       |
| 21h10 (heure locale) |                             | (0 - 0) |         | Spectateurs : 11 445 Diffuseur : W9 Arbitrage : Ivana Projkovska (de) | Spectateurs : 11 445 Diffuseur : W9 Arbitrage : Ivana Projkovska (de) |
| 21h10 (heure locale) | Rapport (FFF) Rapport (NFF) |         |         | Spectateurs : 11 445 Diffuseur : W9 Arbitrage : Ivana Projkovska (de) | Spectateurs : 11 445 Diffuseur : W9 Arbitrage : Ivana Projkovska (de) |

#### Matchs de préparation à la coupe du monde
Afin de préparer la coupe du monde, l'équipe de France réalise au mois d'avril 2 matchs amicaux face à la Colombie et au Canada qui se soldent par 2 victoires. En juillet, juste avant le Mondial, la France réalise 2 matchs face à l'Irlande en Irlande et à l'hôte australien en Australie afin de s’adapter au décalage horaire.
| 7 avril 2023 | France                                               | 5 - 2                       | Colombie             | Stade Gabriel-Montpied, Clermont-Ferrand                        |                                                                 |
| 21h10        | Cascarino 51e 73e · Le Sommer 56e 59e · Geyoro 90+1e | (0 - 1)                     | Arias 36e · Usme 50e | Spectateurs : 11 309 Diffuseur : W9 Arbitrage : Deborah Bianchi | Spectateurs : 11 309 Diffuseur : W9 Arbitrage : Deborah Bianchi |
| 21h10        | Dali 62e                                             | Rapport (FFF) Rapport (FCF) | Guerra 68e           | Spectateurs : 11 309 Diffuseur : W9 Arbitrage : Deborah Bianchi | Spectateurs : 11 309 Diffuseur : W9 Arbitrage : Deborah Bianchi |

| 11 avril 2023 | France                     | 2 - 1         | Canada      | Stade Marie-Marvingt, Le Mans                                      |                                                                    |
| 21h10         | Geyoro 51e · Le Garrec 64e | (0 - 0)       | Huitema 71e | Spectateurs : 14 201 Diffuseur : W9 Arbitrage : Sandra Braz Bastos | Spectateurs : 14 201 Diffuseur : W9 Arbitrage : Sandra Braz Bastos |
| 21h10         | Le Sommer 75e              | Rapport (FFF) |             | Spectateurs : 14 201 Diffuseur : W9 Arbitrage : Sandra Braz Bastos | Spectateurs : 14 201 Diffuseur : W9 Arbitrage : Sandra Braz Bastos |

| 6 juillet 2023 | République d'Irlande | 0 - 3                      | France                             | Tallaght Stadium, Dublin                                         |                                                                  |
| 21h00 (20h00)  |                      | (0 - 2)                    | Lakrar 45+1e 61e · Le Sommer 45+3e | Spectateurs : 7 633 Diffuseur : W9 Arbitrage : Kirsty Dowle (en) | Spectateurs : 7 633 Diffuseur : W9 Arbitrage : Kirsty Dowle (en) |
| 21h00 (20h00)  | O'Sullivan 90+1e     | Rapport (FFF)Rapport (FAI) | Cascarino 13e                      | Spectateurs : 7 633 Diffuseur : W9 Arbitrage : Kirsty Dowle (en) | Spectateurs : 7 633 Diffuseur : W9 Arbitrage : Kirsty Dowle (en) |

| 14 juillet 2023 | Australie  | 1 - 0         | France        | Marvel Stadium, Melbourne                                          |                                                                    |
| 11h30 (19h30)   | Fowler 66e | (0 - 0)       |               | Spectateurs : 50 629 Diffuseur : W9 Arbitrage : Asaka Koizumi (de) | Spectateurs : 50 629 Diffuseur : W9 Arbitrage : Asaka Koizumi (de) |
| 11h30 (19h30)   |            | Rapport (FFF) | Karchaoui 44e | Spectateurs : 50 629 Diffuseur : W9 Arbitrage : Asaka Koizumi (de) | Spectateurs : 50 629 Diffuseur : W9 Arbitrage : Asaka Koizumi (de) |

## Effectif
Le 6 juin 2023, Hervé Renard dévoile une liste de 26 joueuses. Cette liste est notamment marquée par l'absence de Marie-Antoinette Katoto et Delphine Cascarino blessées ou encore de Kheira Hamraoui qui qualifiera sa non-nomination «d'injustice». Le 4 juillet 2023, la liste définitive est dévoilée. Mylène Chavas et Aïssatou Tounkara sont nommées réservistes tandis qu'Oriane Jean-François a, elle, dû déclarer forfait. Le 7 juillet 2023, touchée au mollet, Amandine Henry a également dû déclarer forfait. Aïssatou Tounkara a été rappelée pour la remplacer.

## Compétition

### Premier tour
Le tirage au sort de la phase finale du Mondial 2023 a lieu le 22 octobre 2022 à l'Aotea Centre à Auckland. La France est placée dans le groupe F avec comme adversaires, le Brésil, la Jamaïque et le Panama (qui s'est qualifié par le biais de barrage).
|   | Équipe   | Pts | J | G | N | P | BP | BC | Diff |
| 1 | France   | 7   | 3 | 2 | 1 | 0 | 8  | 4  | +4   |
| 2 | Jamaïque | 5   | 3 | 1 | 2 | 0 | 1  | 0  | +1   |
| 3 | Brésil   | 4   | 3 | 1 | 1 | 1 | 5  | 2  | +3   |
| 4 | Panama   | 0   | 3 | 0 | 0 | 3 | 3  | 11 | -8   |

#### France - Jamaïque
| Match 11                       | France  | 0 - 0   | Jamaïque | Sydney Football Stadium, Sydney                                                     |                                                                                     |
| 23 juillet 2023 20:00 (UTC+10) |         | (0 - 0) |          | Spectateurs : 39 045 Arbitrage : María Belén Carvajal Arbitre vidéo : Nicolás Gallo | Spectateurs : 39 045 Arbitrage : María Belén Carvajal Arbitre vidéo : Nicolás Gallo |
| 23 juillet 2023 20:00 (UTC+10) | Rapport |         |          | Spectateurs : 39 045 Arbitrage : María Belén Carvajal Arbitre vidéo : Nicolás Gallo | Spectateurs : 39 045 Arbitrage : María Belén Carvajal Arbitre vidéo : Nicolás Gallo |

| France | Jamaïque |

| FRANCE :       |    |                        |     |     |
|                |    |                        |     |     |
| Gardien de but | 16 | Pauline Peyraud-Magnin |     |     |
|                | 02 | Maëlle Lakrar          |     |     |
|                | 20 | Estelle Cascarino      |     |     |
|                | 03 | Wendie Renard          |     |     |
|                | 07 | Sakina Karchaoui       |     |     |
|                | 06 | Sandie Toletti         |     |     |
|                | 08 | Grace Geyoro           |     |     |
|                | 10 | Amel Majri             |     | 66e |
|                | 11 | Kadidiatou Diani       |     |     |
|                | 09 | Eugénie Le Sommer      |     |     |
|                | 12 | Clara Mateo            | 14e | 66e |
| Remplaçants :  |    |                        |     |     |
|                | 23 | Vicki Becho            |     | 66e |
|                | 15 | Kenza Dali             |     | 66e |
| Entraîneur :   |    |                        |     |     |
| Hervé Renard   |    |                        |     |     |

| JAMAÏQUE :      |    |                    |            |     |
|                 |    |                    |            |     |
| Gardien de but  | 13 | Rebecca Spencer    |            |     |
|                 | 04 | Chantelle Swaby    |            |     |
|                 | 17 | Allyson Swaby      |            |     |
|                 | 03 | Vyan Sampson       |            |     |
|                 | 19 | Tiernny Wiltshire  |            |     |
|                 | 10 | Jody Brown         |            |     |
|                 | 20 | Atlanta Primus     | 24e        | 70e |
|                 | 08 | Drew Spence        |            |     |
|                 | 14 | Deneisha Blackwood |            |     |
|                 | 21 | Cheyna Matthews    |            | 70e |
|                 | 11 | Khadija Shaw       | 37e, 90+2e |     |
| Remplaçants :   |    |                    |            |     |
|                 | 06 | Havana Solaun      |            | 70e |
|                 | 02 | Solai Washington   |            | 70e |
| Entraîneur :    |    |                    |            |     |
| Lorne Donaldson |    |                    |            |     |

| Assistants : Leslie Vásquez Loreto Toloza Quatrième arbitre : María Laura Fortunato Arbitre vidéo : Nicolás Gallo Assistants arbitre vidéo : Juan Soto Mariana de Almeida Joueuse du match : Deneisha Blackwood |

#### France - Brésil
| Match 28                       | France                                       | 2 - 1   | Brésil      | Brisbane Stadium, Brisbane                                                         |                                                                                    |
| 29 juillet 2023 20:00 (UTC+10) | ( Diani) Le Sommer 17e · ( Bacha) Renard 83e | (1 - 0) | 58e Debinha | Spectateurs : 49 378 Arbitrage : Kate Jacewicz Arbitre vidéo : Massimiliano Irrati | Spectateurs : 49 378 Arbitrage : Kate Jacewicz Arbitre vidéo : Massimiliano Irrati |
| 29 juillet 2023 20:00 (UTC+10) | Rapport                                      |         |             | Spectateurs : 49 378 Arbitrage : Kate Jacewicz Arbitre vidéo : Massimiliano Irrati | Spectateurs : 49 378 Arbitrage : Kate Jacewicz Arbitre vidéo : Massimiliano Irrati |

| France | Brésil |

| FRANCE :       |              |                        |       |     |
|                |              |                        |       |     |
| Gardien de but | 16           | Pauline Peyraud-Magnin |       |     |
|                | 22           | Ève Périsset           |       |     |
|                | 02           | Maëlle Lakrar          |       |     |
|                | 03           | Wendie Renard          |       |     |
|                | 07           | Sakina Karchaoui       | 69e   |     |
|                | 06           | Sandie Toletti         | 29e   |     |
|                | 08           | Grace Geyoro           |       |     |
|                | 15           | Kenza Dali             | 11e   | 87e |
|                | 11           | Kadidiatou Diani       |       |     |
|                | 09           | Eugénie Le Sommer      |       | 65e |
|                | 13           | Selma Bacha            |       |     |
| Remplaçants :  |              |                        |       |     |
|                | 23           | Vicki Becho            |       | 65e |
|                | 17           | Léa Le Garrec          |       | 87e |
| Entraîneur :   |              |                        |       |     |
| Hervé Renard   | Hervé Renard | Hervé Renard           | 90+8e |     |

| BRÉSIL :       |    |                |     |     |
|                |    |                |     |     |
| Gardien de but | 12 | Letícia        |     |     |
|                | 02 | Antônia        |     | 86e |
|                | 14 | Lauren         |     |     |
|                | 04 | Rafaelle Souza |     |     |
|                | 06 | Tamires        |     |     |
|                | 17 | Ary Borges     |     | 86e |
|                | 21 | Kerolin        |     |     |
|                | 05 | Luana          | 44e |     |
|                | 11 | Adriana        |     | 80e |
|                | 09 | Debinha        |     | 86e |
|                | 18 | Geyse          |     | 61e |
| Remplaçants :  |    |                |     |     |
|                | 07 | Andressa Alves |     | 61e |
|                | 16 | Beatriz        |     | 80e |
|                | 10 | Marta          |     | 86e |
|                | 19 | Mônica         |     | 86e |
|                | 08 | Ana Vitória    |     | 86e |
| Entraîneur :   |    |                |     |     |
| Pia Sundhage   |    |                |     |     |

| Assistants : Kim Kyoung-min Joanna Charaktis Quatrième arbitre : Lina Lehtovaara (en) Arbitre vidéo : Massimiliano Irrati Assistants arbitre vidéo : Armando Villarreal (en) Enedina Caudillo Joueuse du match : Eugénie Le Sommer |

#### Panama - France
| Match 43                   | Panama                                  | 3 - 6   | France | Sydney Football Stadium, Sydney                                                                      | |
| 2 août 2023 20:00 (UTC+10) | Cox 2e · Pinzón 64e (pen.) · Cedeño 87e | (1 - 4) | 21e Lakrar ( Mateo) · 28e 37e (pen.) 52e (pen.) Diani · 45+5e Le Garrec ( Bacha) · 90+10e Becho ( Périsset) | Spectateurs : 40 498 Arbitrage : María Laura Fortunato Arbitre vidéo : Alejandro Hernández Hernández | Spectateurs : 40 498 Arbitrage : María Laura Fortunato Arbitre vidéo : Alejandro Hernández Hernández |
| 2 août 2023 20:00 (UTC+10) | Rapport                                 |         | | Spectateurs : 40 498 Arbitrage : María Laura Fortunato Arbitre vidéo : Alejandro Hernández Hernández | Spectateurs : 40 498 Arbitrage : María Laura Fortunato Arbitre vidéo : Alejandro Hernández Hernández |

| Panama | France |

| PANAMA :         |    |                      |     |     |
|                  |    |                      |     |     |
| Gardien de but   | 12 | Yenith Bailey        |     |     |
|                  | 05 | Yomira Pinzón        | 66e |     |
|                  | 03 | Wendy Natis          |     | 62e |
|                  | 23 | Carina Baltrip-Reyes |     |     |
|                  | 07 | Emily Cedeño         |     | 58e |
|                  | 02 | Hilary Jaén          |     |     |
|                  | 14 | Carmen Montenegro    |     | 58e |
|                  | 06 | Deysiré Salazar      |     | 46e |
|                  | 20 | Aldrith Quintero     |     |     |
|                  | 13 | Riley Tanner         |     | 81e |
|                  | 10 | Marta Cox            |     |     |
| Remplaçants :    |    |                      |     |     |
|                  | 19 | Lineth Cedeño        |     | 46e |
|                  | 18 | Erika Hernández      |     | 58e |
|                  | 08 | Schiandra González   |     | 58e |
|                  | 16 | Rebeca Espinosa      |     | 62e |
|                  | 11 | Natalia Mills        |     | 81e |
| Entraîneur :     |    |                      |     |     |
| Ignacio Quintana |    |                      |     |     |

| FRANCE :       |    |                        |  |     |
|                |    |                        |  |     |
| Gardien de but | 16 | Pauline Peyraud-Magnin |  |     |
|                | 22 | Ève Périsset           |  |     |
|                | 02 | Maëlle Lakrar          |  |     |
|                | 05 | Elisa De Almeida       |  |     |
|                | 20 | Estelle Cascarino      |  |     |
|                | 23 | Vicki Becho            |  |     |
|                | 17 | Léa Le Garrec          |  |     |
|                | 08 | Grace Geyoro           |  | 46e |
|                | 13 | Selma Bacha            |  | 46e |
|                | 12 | Clara Mateo            |  |     |
|                | 11 | Kadidiatou Diani       |  | 60e |
| Remplaçants :  |    |                        |  |     |
|                | 10 | Amel Majri             |  | 46e |
|                | 18 | Viviane Asseyi         |  | 46e |
|                | 04 | Laurina Fazer          |  | 60e |
| Entraîneur :   |    |                        |  |     |
| Hervé Renard   |    |                        |  |     |

| Assistants : Mariana de Almeida Daiana Milone Quatrième arbitre : Emikar Calderas Barrera Arbitre vidéo : Alejandro Hernández Hernández Assistants arbitre vidéo : Salomé di Iorio Shirley Perello Joueuse du match : Kadidiatou Diani |

### Phase à élimination directe

#### Huitième de finale: France - Maroc
| Match 55                   | France                                                                                       | 4 - 0   | Maroc | Hindmarsh Stadium, Adélaïde                                                               |                                                                                           |
| 8 août 2023 20h30 UTC+9:30 | ( Karchaoui) Diani 15e · ( Diani) Dali 20e · ( Diani) Le Sommer 23e · ( Becho) Le Sommer 70e | (3 - 0) |       | Spectateurs : 13 557 Arbitrage : Tori Penso Arbitre vidéo : Alejandro Hernández Hernández | Spectateurs : 13 557 Arbitrage : Tori Penso Arbitre vidéo : Alejandro Hernández Hernández |
| 8 août 2023 20h30 UTC+9:30 | Rapport                                                                                      |         |       | Spectateurs : 13 557 Arbitrage : Tori Penso Arbitre vidéo : Alejandro Hernández Hernández | Spectateurs : 13 557 Arbitrage : Tori Penso Arbitre vidéo : Alejandro Hernández Hernández |

| France | Maroc |

| FRANCE :       |    |                        |  |       |
|                |    |                        |  |       |
| Gardien de but | 16 | Pauline Peyraud-Magnin |  |       |
|                | 22 | Ève Périsset           |  | 81e   |
|                | 05 | Elisa De Almeida       |  |       |
|                | 03 | Wendie Renard          |  |       |
|                | 07 | Sakina Karchaoui       |  | 90+1e |
|                | 15 | Kenza Dali             |  |       |
|                | 08 | Grace Geyoro           |  |       |
|                | 06 | Sandie Toletti         |  | 64e   |
|                | 13 | Selma Bacha            |  |       |
|                | 09 | Eugénie Le Sommer      |  | 81e   |
|                | 11 | Kadidiatou Diani       |  | 90+1e |
| Remplaçants :  |    |                        |  |       |
|                | 23 | Vicki Becho            |  | 64e   |
|                | 19 | Naomie Feller          |  | 81e   |
|                | 20 | Estelle Cascarino      |  | 81e   |
|                | 18 | Viviane Asseyi         |  | 90+1e |
|                | 14 | Aïssatou Tounkara      |  | 90+1e |
| Entraîneur :   |    |                        |  |       |
| Hervé Renard   |    |                        |  |       |

| MAROC :        |    |                      |     |     |
|                |    |                      |     |     |
| Gardien de but | 01 | Khadija Er-Rmichi    |     |     |
|                | 17 | Hanane Aït El Haj    | 57e |     |
|                | 05 | Nesryne El Chad      |     |     |
|                | 03 | Nouhaila Benzina     |     |     |
|                | 02 | Zineb Redouani       |     |     |
|                | 19 | Sakina Ouzraoui Diki |     |     |
|                | 06 | Élodie Nakkach       |     | 64e |
|                | 07 | Ghizlane Chebbak     |     |     |
|                | 11 | Fatima Tagnaout      |     | 64e |
|                | 09 | Ibtissam Jraidi      |     |     |
|                | 16 | Anissa Lahmari       |     | 64e |
| Remplaçants :  |    |                      |     |     |
|                | 04 | Sarah Kassi          |     | 64e |
|                | 23 | Rosella Ayane        |     | 64e |
|                | 20 | Sofia Bouftini       |     | 64e |
| Entraîneur :   |    |                      |     |     |
| Reynald Pedros |    |                      |     |     |

| Assistants : Brooke Mayo Mijensa Rensch Quatrième arbitre : Anna-Marie Keighley Arbitre vidéo : Alejandro Hernández Hernández Assistants arbitre vidéo : Muhammad Taqi Sian Massey-Ellis Joueuse du match : Kadidiatou Diani |

#### Quart de finale: Australie - France
| Match 59                  | Australie                                                                          | 0 - 0                 | France                                                                                     | Lang Park, Brisbane                                                             |                                                                                 |
| 12 août 2023 17h00 UTC+10 |                                                                                    | (0 - 0, 0 - 0, 0 - 0) |                                                                                            | Spectateurs : 49 361 Arbitrage : María Belén Carvajal Arbitre vidéo : Juan Soto | Spectateurs : 49 361 Arbitrage : María Belén Carvajal Arbitre vidéo : Juan Soto |
| 12 août 2023 17h00 UTC+10 | Rapport                                                                            |                       |                                                                                            | Spectateurs : 49 361 Arbitrage : María Belén Carvajal Arbitre vidéo : Juan Soto | Spectateurs : 49 361 Arbitrage : María Belén Carvajal Arbitre vidéo : Juan Soto |
| 12 août 2023 17h00 UTC+10 | Foord · Catley · Kerr · Fowler · Arnold · Gorry · Yallop · Carpenter · Hunt · Vine | Tirs au but 7 - 6     | Bacha · Diani · Renard · Le Sommer · Périsset · Geyoro · Karchaoui · Lakrar · Dali · Becho | Spectateurs : 49 361 Arbitrage : María Belén Carvajal Arbitre vidéo : Juan Soto | Spectateurs : 49 361 Arbitrage : María Belén Carvajal Arbitre vidéo : Juan Soto |

| Australie | France |

| AUSTRALIE :     |    |                   |     |      |
|                 |    |                   |     |      |
| Gardien de but  | 18 | Mackenzie Arnold  |     |      |
|                 | 21 | Ellie Carpenter   |     |      |
|                 | 15 | Clare Hunt        |     |      |
|                 | 14 | Alanna Kennedy    |     |      |
|                 | 07 | Steph Catley      |     |      |
|                 | 16 | Hayley Raso       |     | 104e |
|                 | 19 | Katrina Gorry     | 92e |      |
|                 | 23 | Kyra Cooney-Cross |     | 116e |
|                 | 09 | Caitlin Foord     |     |      |
|                 | 10 | Emily van Egmond  |     | 55e  |
|                 | 11 | Mary Fowler       |     |      |
| Remplaçants :   |    |                   |     |      |
|                 | 20 | Sam Kerr          |     | 55e  |
|                 | 05 | Cortnee Vine      |     | 104e |
|                 | 13 | Tameka Yallop     |     | 116e |
| Entraîneur :    |    |                   |     |      |
| Tony Gustavsson |    |                   |     |      |

| FRANCE :       |    |                        |  |          |
|                |    |                        |  |          |
| Gardien de but | 16 | Pauline Peyraud-Magnin |  | 0 120+3e |
|                | 02 | Maëlle Lakrar          |  |          |
|                | 03 | Wendie Renard          |  |          |
|                | 05 | Elisa De Almeida       |  | 120+3e   |
|                | 07 | Sakina Karchaoui       |  |          |
|                | 15 | Kenza Dali             |  |          |
|                | 08 | Grace Geyoro           |  |          |
|                | 06 | Sandie Toletti         |  | 64e      |
|                | 13 | Selma Bacha            |  |          |
|                | 09 | Eugénie Le Sommer      |  |          |
|                | 11 | Kadidiatou Diani       |  |          |
| Remplaçants :  |    |                        |  |          |
|                | 23 | Vicki Becho            |  | 64e      |
|                | 22 | Ève Périsset           |  | 120+3e   |
|                | 01 | Solène Durand          |  | 120+3e   |
| Entraîneur :   |    |                        |  |          |
| Hervé Renard   |    |                        |  |          |

| Assistants : Leslie Vásquez Mónica Amboya Quatrième arbitre : María Laura Fortunato Arbitre vidéo : Juan Soto Assistants arbitre vidéo : Daiana Milone Nicolás Gallo Joueuse du match : Mackenzie Arnold |

## Audiences
| Match              | Adversaire | Date et heure française         | Audience                  | Part de marché | Chaîne   | Réf.   |
| ------------------ | ---------- | ------------------------------- | ------------------------- | -------------- | -------- | ------ |
| Groupe F           | Jamaïque   | Dimanche 23 juillet 2023 à 12 h | 3 432 000 téléspectateurs | 28,6 %         | M6       | [ 12 ] |
| Groupe F           | Brésil     | Samedi 29 juillet 2023 à 12 h   | 4 294 000 téléspectateurs | 36,0 %         | France 2 | [ 13 ] |
| Groupe F           | Panama     | Mercredi 2 août 2023 à 12 h     | 3 945 000 téléspectateurs | 34,2 %         | France 2 | [ 14 ] |
| Huitième de finale | Maroc      | Mardi 8 août 2023 à 13 h        | 5 223 000 téléspectateurs | 45,7 %         | M6       | [ 15 ] |
| Quart de finale    | Australie  | Samedi 12 août 2023 à 9 h       | 5 691 000 téléspectateurs | 69,6 %         | France 2 | [ 16 ] |